# Стара Північна церква
Стара Північна церква (англ. Old North Church), офіційна назва — Церква Христа в Бостоні (англ. Christ Church in the City of Boston) — єпископальна церква в Бостоні, штат Массачусетс. 
Побудована у 1723 році, сьогодні вважається найстарішим храмом Бостона.

## Історія
Побудована у 1723 році за проектом архітектора Вільяма Прайса в стилі відомого англійського архітектора Крістофера Рена. На будівництво пішло 513 654 медфордської цегли, а деревину для майбутньої церкви постачали з Йорка.
Новосбудована Церква Христа стала другим храмом англіканської церкви в Бостоні, після Королівської каплиці (англ. King's Chapel), побудованої у 1686 році. Перша церковна служба відбулась 29 грудня 1723 року. Церковний шпиль було добудовано у 1740 році.
В ніч на 18 квітня 1775 року зі шпилю церкви було подано сигнал американським революціонерам, що попереджав про наближення британських військ — «один, якщо сушею і два, якщо морем» (англ. "one if by land, two if by sea"). Наглядач церкви Роберт Ньюман зустрівся з Полом Ревіром, який повідомив йому про наближення британських військ морем, після чого наглядач піднявся 154 сходами на верхню частину шпиля і запалив два ліхтаря, попередивши цим ополченців в Чарлзтауні.
Під час урагану 1805 року шпиль церкви було зруйновано, після чого за проектом Чарлза Балфинча його було відбудовано. Новий шпиль проіснував до 1954, поки не був зруйнований ураганом Керол, і знову відбудований. 
20 січня 1961 року Стара Північна церква отримала статус Національної історичної пам'ятки США, а 15 жовтня 1966 року її було внесено в Національний реєстр історичних місць США під номером 66000776.

## Опис
Висота церкви зі шпилем становить 53 метри (разом із флюгером — 58 м). До 1805 року це була найвища будівля Бостона, поки не була побудована Церква Парк-Стріт. Перед входом до церкви розташована кінна статуя Пола Ревіра. Недалеко від церкви знаходиться старий цвинтар Коппс-Гілл, на якому похований колишній наглядач Роберт Ньюман.  